# Creed III
Creed III (bra/prt: Creed III) é longa-metragem dramático esportivo estadunidense lançado em 2023, estrelado e dirigido por Michael B. Jordan (em sua estréia na direção), a partir de um roteiro de Keenan Coogler e Zach Baylin, e baseado em um esboço de história escrita por Ryan Coogler. O filme é uma sequência de Creed (2015) e Creed II (2018) e o nono filme da franquia Rocky, contando no elenco com Tessa Thompson, Phylicia Rashad e Jonathan Majors. É o primeiro filme da franquia sem Sylvester Stallone como Rocky, embora ele ainda seja produtor. O filme foi lançado em 3 de março de 2023 pela Metro-Goldwyn-Mayer nos Estados Unidos e Canadá e pela Warner Bros. Pictures em todo o mundo.

## Elenco
- Michael B. Jordan como Adonis "Donnie" Creed
  - Thaddeus J. Mixson como jovem Adonis Johnson
- Tessa Thompson como Bianca Taylor
- Jonathan Majors como Damian "Dame" Anderson
  - Spence Moore II como jovem Damian Anderson
- Phylicia Rashad como Mary Anne Creed
- Wood Harris como Tony "Little Duke" Evers
- Florian Munteanu  como Viktor Drago
- Mila Davis-Kent como Amara Creed
- Jose Benavidez como Felix Chavez
- Selenis Leyva como Laura Chavez

## Produção

### Desenvolvimento
Em Dezembro de 2018, em resposta à sugestão de que Deontay Wilder interpretasse o filho de Clubber Lang em um potencial Creed III, tanto Sylvester Stallone quanto Michael B. Jordan manifestaram interesse no personagem aparecendo no enredo do próximo filme. Em Setembro de 2019, Jordan confirmou que Creed III estava oficialmente em desenvolvimento ativo.

### Pré-produção
Em Fevereiro de 2020, Zach Baylin foi anunciado como roteirista, com Jordan confirmado para reprisar seu papel como Adonis Creed. Em Outubro de 2020, foi relatado que, além de reprisar seu papel de Adonis Creed, Jordan também dirigiria Creed III, servindo como sua estréia na direção. Os produtores manifestaram interesse em ter Jordan como diretor, com Irwin Winkler afirmando que ele havia oferecido pessoalmente o cargo ao ator. Em Abril de 2021, Stallone anunciou que não apareceria como Rocky Balboa no filme. Em Junho de 2021, Jonathan Majors entrou em negociações para interpretar o novo adversário de Adonis. Em Novembro de 2021, foi oficialmente confirmado que Majors apareceria no filme. Em Abril de 2022, foi anunciado que Wood Harris e Florian Munteanu reprisariam seus papéis de filmes anteriores de Creed, enquanto Selenis Leyva, Thaddeus J. Mixson, Spence Moore II e Mila Davis-Kent se juntaram ao elenco.

### Filmagens
As filmagens principais começaram no final de Janeiro de 2022, com Jordan e Majors sendo vistos no set do filme em Atlanta, Geórgia.

## Lançamento
Creed III foi lançado pela Metro-Goldwyn-Mayer nos Estados Unidos e Canadá e pela Warner Bros. Pictures em todo o mundo. Originalmente programado para ser lançado nos cinemas em 23 de Novembro de 2022, acabaria postergado para 3 de março de 2023.